# Pseudotrachydium kotschyi
Pseudotrachydium kotschyi är en flockblommig växtart som först beskrevs av Pierre Edmond Boissier, och fick sitt nu gällande namn av Pimenov och Kljuykov. Pseudotrachydium kotschyi ingår i släktet Pseudotrachydium och familjen flockblommiga växter. Inga underarter finns listade i Catalogue of Life.